# 1375 Alfreda
1375 Alfreda este un asteroid din centura principală, descoperit pe 22 octombrie 1935, de Eugène Delporte.